# Sampson (Mondkrater)
Sampson ist ein sehr kleiner Einschlagkrater auf der nordwestlichen Mondvorderseite in der Ebene des Mare Imbrium, nordöstlich von Lambert und nordwestlich von Timocharis.
Der Krater wurde 1976 von der IAU nach dem britischen Astronomen Ralph Allen Sampson offiziell benannt.